# Miss Universe Organization
Miss Universe Organization is de eigenaar en organisator van de
missverkiezingen Miss Universe, Miss USA en
Miss Teen USA. Het is zelf eigendom van Donald Trump en
NBC Universal. Miss Universe Organization haalt haar inkomsten uit de
verkoop van de televisierechten op de verkiezingsshows die ze organiseert.

## Geschiedenis
De Miss Universe- en de Miss USA-verkiezing werden een eerste keer
georganiseerd in 1952 op initiatief van Catalina Swimwear nadat dit
bedrijf zich had teruggetrokken als sponsor van de
Miss America-verkiezing. In 1965 werden beide evenementen opgesplitst
in aparte televisieshows. Sinds 1972 wordt Miss Universe ook buiten de VS
georganiseerd. In 1983 werd ook de Miss Teen USA-verkiezing in het leven
geroepen. De organisatie van de verkiezingen werd in 1996 gekocht door Donald Trump
nadat ze reeds verschillende keren van eigenaar veranderden. In 2002 werd
televisiezender CBS via een overeenkomst
mede-eigenaar.